# Trichosteleum gunnii
Trichosteleum gunnii är en bladmossart som beskrevs av Brotherus och William Walter Watts 1915. Trichosteleum gunnii ingår i släktet Trichosteleum och familjen Sematophyllaceae. Inga underarter finns listade i Catalogue of Life.